# غريغ جونسون (لاعب كرة قدم أمريكية)
غريغ جونسون (بالإنجليزية: Greg Johnson)‏ هو لاعب كرة قدم أمريكية أمريكي، ولد في 3 ديسمبر 1953 في ليسبرغ في الولايات المتحدة.

## وصلات خارجية
- غريغ جونسون على موقع مرجع كرة القدم المحترفة.كوم (الإنجليزية)